# Winter-Universiade 2015/Eiskunstlauf
Bei der Winter-Universiade 2015 wurden vier Wettkämpfe im Eiskunstlauf ausgetragen.

## Bilanz

### Medaillenspiegel
| Platz  | Land        | Gold | Silber | Bronze | Gesamt |
| ------ | ----------- | ---- | ------ | ------ | ------ |
| 1      | Russland    | 1    | 1      | 2      | 4      |
| 2      | China       | 1    | –      | –      | 1      |
| 2      | Deutschland | 1    | –      | –      | 1      |
| 2      | Italien     | 1    | –      | –      | 1      |
| 5      | Frankreich  | –    | 1      | 1      | 1      |
| 6      | Japan       | –    | 1      | –      | 1      |
| 6      | Spanien     | –    | 1      | –      | 1      |
| 8      | Slowakei    | –    | –      | 1      | 1      |
| Gesamt | Gesamt      | 4    | 4      | 4      | 12     |

### Medaillengewinner
| Disziplin     | Gold                             | Silber                              | Bronze                         |
| ------------- | -------------------------------- | ----------------------------------- | ------------------------------ |
| Männer Einzel | Peter Liebers                    | Takahiko Kozuka                     | Artur Gatschinski              |
| Frauen Einzel | Aljona Leonowa                   | Maé-Bérénice Méité                  | Marija Artemijewa              |
| Paarlauf      | Yu Xiaoyu / Jin Yang             | Kristina Astachowa / Alexei Rogonow | Vanessa James / Morgan Ciprès  |
| Eistanz       | Charlène Guignard / Marco Fabbri | Sara Hurtado / Adrián Díaz          | Federica Testa / Lukáš Csölley |